# Управление по туризму Катара
Управление по туризму Катара – подразделение правительства Катара, высший орган, ответственный за разработку и регулирование правил, положений и законов в сфере развития и продвижения туризма в Катаре. Основные задачи Министерства – работа с туристическими достопримечательностями и объектами размещения, расширение и диверсификация туристической отрасли Катара, увеличение доли туризма в ВВП страны и дальнейший рост и развитие этой сферы.
Деятельность Управления по туризму Катара регулируется Национальной стратегией развития туристического сектора до 2030 года (QNTSS). Стратегия опубликована в феврале 2014 года и определяет план дальнейшего развития отрасли.

## Безвизовый режим
Гражданам стран, входящих в Совет сотрудничества арабских государств Персидского залива (Бахрейн, Кувейт, Оман, Саудовская Аравия и Объединенные Арабские Эмираты), не требуется виза для въезда в Катар.

## Гостевые визы
Гражданам следующих 34 стран не требуется предварительное оформление визы, получить ее можно по прибытии в Катар. Виза действительна в течение 180 дней с даты выдачи для однократного или многократного въезда в страну и дает право находиться на территории Катара в течение 90 дней.
| 1. Австрия 2. Багамские острова 3. Бельгия 4. Болгария 5. Венгрия 6. Германия 7. Греция 8. Дания 9. Исландия 10. Испания 11. Италия 12. Кипр | 13. Латвия 14. Литва 15. Лихтенштейн 16. Люксембург 17. Малайзия 18. Мальта 19. Нидерланды 20. Норвегия 22. Польша 22. Португалия 23. Румыния 24. Сейшельские острова | 25. Словакия 26. Словения 27. Турция 28. Финляндия 29. Франция 30. Хорватия 31. Чехия 32. Швейцария 33. Швеция 34. Эстония |

Гражданам следующих 46 стран не требуется предварительное оформление визы, получить ее можно по прибытии в Катар. Виза действительна в течение 30 дней с даты выдачи для однократного или многократного въезда в страну и дает право находиться на территории Катара в течение 30 дней. Виза может быть дополнительно продлена на 30 дней.
| 1. Австралия 2. Азербайджан 3. Андорра 4. Аргентина 5. Беларусь 6. Боливия 7. Бразилия 8. Бруней 9. Ватикан 10. Великобритания 11. Венесуэла 12. Гайана 13. Гонконг 14. Грузия 15. Индия 16. Индонезия | 17. Ирландия 18. Казахстан 19. Канада 20. Китай 21. Колумбия 22. Коста-Рика 23. Куба 24. Ливан 25. Македония 26. Мальдивские острова 27. Мексика 28. Молдова 29. Монако 30. Новая Зеландия 31. Панама 32. Парагвай | 33. Перу 34. Россия 35. Сан-Марино 36. Сингапур 37. Суринам 38. США 39. Таиланд 40. Украина 41. Уругвай 42. Чили 43. Эквадор 44. Южная Африка 45. Южная Корея 46. Япония |

## Туристическая виза в Катар
Граждане, прибывающие в Катар рейсами любых авиакомпаний, могут подать онлайн-заявку на получение туристической визы. Для этого необходимо:
- Заполнить онлайн-форму
- Загрузить необходимые документы (в том числе отсканированный паспорт и личные фотографии)
- Указать информацию о бронировании авиабилетов
- Оплатить сбор с помощью действующей кредитной карты

Граждане, прибывающие в Катар рейсами авиакомпании Qatar Airways, могут подать заявку на получение туристической визы для пассажира и сопровождающих лиц при оформлении бронирования авиабилетов.

## Транзитная виза в Катар
Граждане любых государств, путешествующие рейсами авиакомпании Qatar Airways с пересадкой в Катаре, могут бесплатно получить транзитную визу на 96 часов. Поскольку действуют определенные правила и условия, для получения визы требуется одобрение со стороны Министерства внутренних дел Катара.

## Гостевая виза для жителей стран-участниц ССАГПЗ
Специалисты определенного профиля, проживающие в странах, входящих в Совет сотрудничества арабских государств Персидского залива (ССАГПЗ), а также сопровождающие их лица могут получить гостевую визу для жителей стран-участниц ССАГПЗ по прибытии в Катар. Однократная виза действительна в течение 30 дней и может быть дополнительно продлена на три месяца. Визовый сбор в размере 100 катарских риалов оплачивается кредитной картой. Для получения визы данной категории при въезде в Катар у граждан могут запросить официальные документы, подтверждающие профессию.